# Condado de Smith (Tennessee)
O Condado de Smith é um dos 95 condados do Estado americano do Tennessee. A sede do condado é Carthage, e sua maior cidade é Carthage. O condado possui uma área de 843 km² (dos quais 28 km² estão cobertos por água), uma população de 17 712 habitantes, e uma densidade populacional de 22 hab/km² (segundo o censo nacional de 2000). O condado foi fundado em 1799.